# Stridsvagn m/40
Stridsvagn m/40 (Strv m40) byl švédský lehký tank postavený během druhé světové války. První stroj byl zhotoven v roce 1942 firmou AB Landsverk a konstrukčně vycházel z tanku L-60.

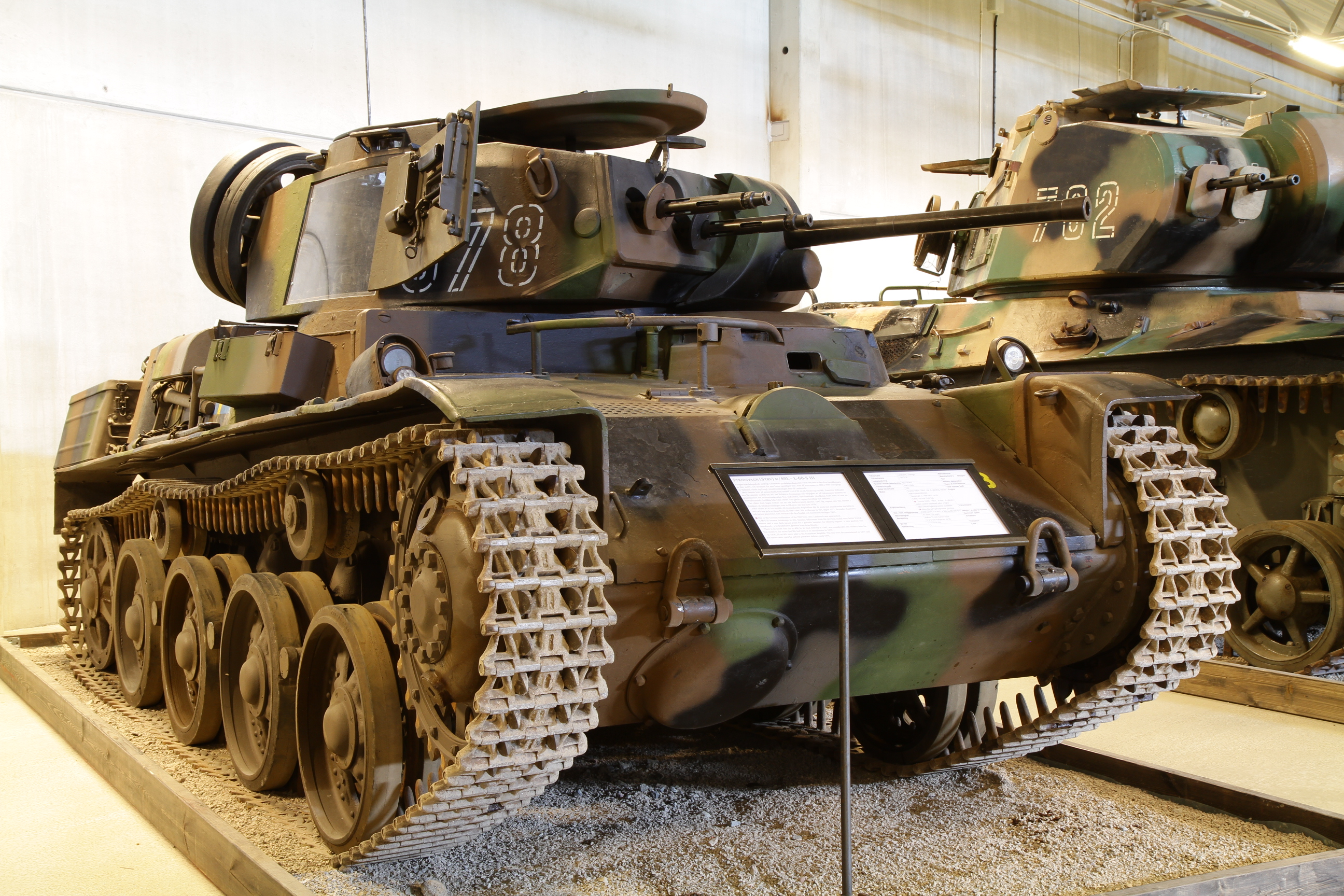
Strv m/40K

## Varianty:
- Strv m/40L - původní verze, vybavená chladičem oleje a hydraulickou převodovkou

- Strv m/40K - modernější verze, stavěná od roku 1943, vybaveno mechanickou převodovkou a silnějším pancéřováním

## Technické údaje (Strv m/40L):
- rychlost: 46 km/h
- dosah: 100 km v terénu
- motor: Scania-Vabis 1664
- výkon: 142 hp
- délka: 4,9 m
- šířka: 2,07 m
- výška: 2,05 m
- hmotnost: 9360 kg
- pancéřování: 5-35 mm
- osádka: 3
- hlavní výzbroj: kan m/38 bofors ráže 37mm
- sekundární výzbroj: 2x ksp m/39 ráže 8mm